# Странное число
Странное число — натуральное число, которое является избыточным, но не является полусовершенным.
Другими словами, сумма собственных делителей (делители, включая 1, но не включая себя) числа больше самого числа, но сложением подмножества делителей нельзя получить само число.
Самое маленькое странное число — 70. Его делители: 1, 2, 5, 7, 10, 14, и 35; их сумма 74, но сложением подмножества делителей нельзя получить 70. Число 12, к примеру, избыточное, но не странное, потому что делители 12 — это 1, 2, 3, 4 и 6, сумма которых равна 16; но 2+4+6 = 12.
Первые несколько странных чисел — 70, 836, 4030, 5830, 7192, 7912, 9272, 10 430, … Было показано, что существует бесконечное количество странных чисел, и что последовательность странных чисел имеет положительную асимптотическую плотность.
Неизвестно, существуют ли нечётные странные числа; но если они существуют, то должны быть больше 232 ≈ 4⋅109. В рамках проекта добровольных распределенных вычислений yoyo@home работает подпроект Odd Weird Search по поиску подобного числа в диапазоне до 1028.
В 1976 году установлено, что если {\displaystyle k} — целое положительное, {\displaystyle Q} — простое, и
{\displaystyle R={\frac {2^{k}Q-(Q+1)}{(Q+1)-2^{k}}}} — простое, тогда
{\displaystyle n=2^{k-1}QR} — странное число.
С помощью этой формулы он смог найти большое странное число
{\displaystyle n=2^{56}(2^{61}-1)153722867280912929\approx 2\cdot 10^{52}}.